# Bigerrions
Els bigerrions (en llatí Bigerriones) eren un poble aquità que, entre d'altres, es va rendir a Publi Licini Cras, legat de Juli Cèsar, l'any 56 aC. Plini el Vell els anomena begerri. Van donar el nom a la Bigorra. La capital era Turba, que es menciona per primera vegada a la Notitia Dignitatum, que després es va dir Tarria, Tarba i avui Tarbes. La seva segona ciutat es deia Aquensis Vicus, avui Banhèras de Luishon.